# Relaciones Argentina-Grecia
Las relaciones Argentina–Grecia se refiere a las relaciones bilaterales entre la República Argentina y la República Helénica. Ambos países están representados por una embajada en la capital de la otra. Al menos 30.000 personas de ascendencia griega viven en Argentina con cerca de 5.000 con pasaportes griegos. La mayoría de los griegos viven en Buenos Aires.

## Historia

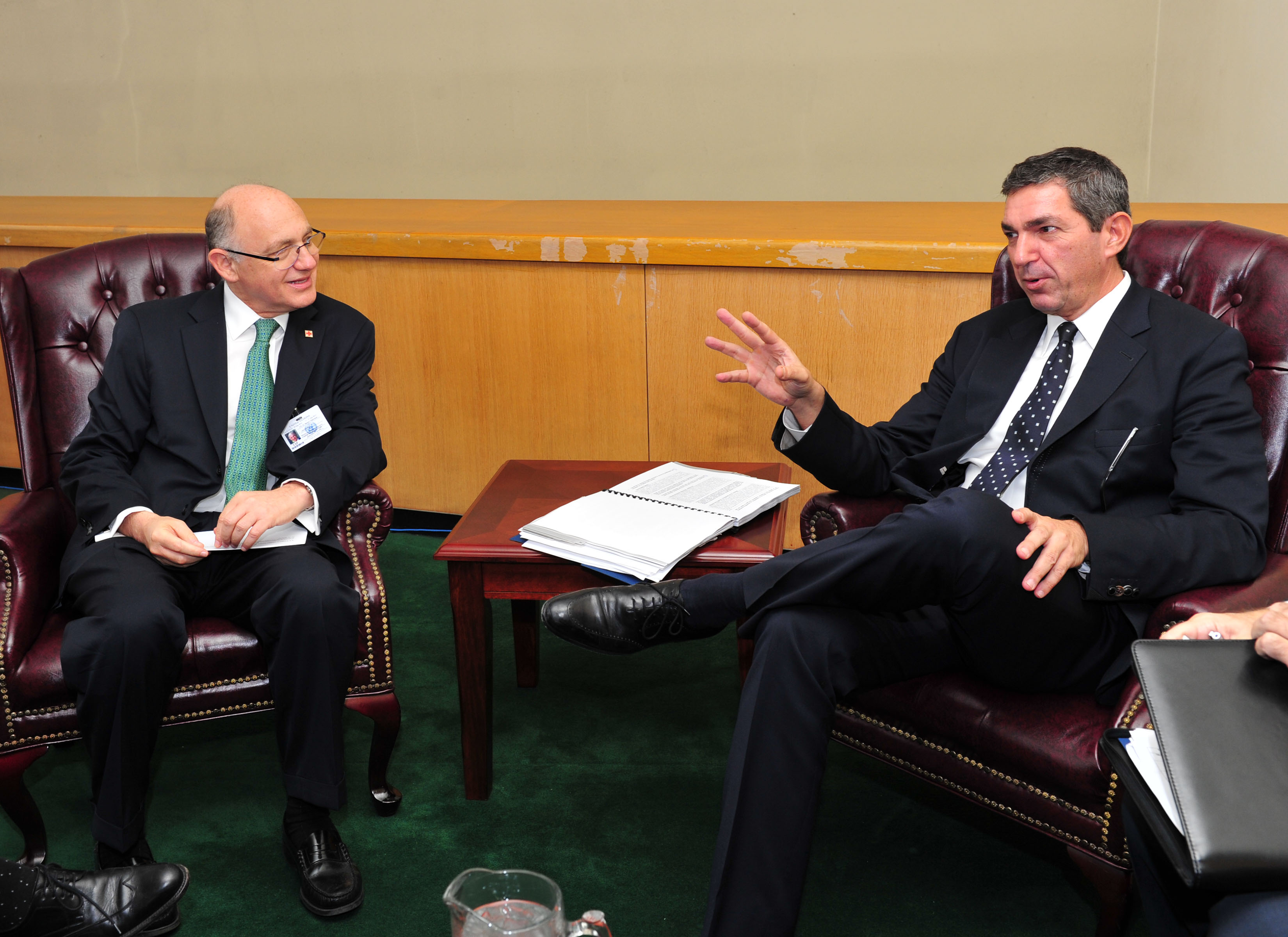
Ministro de asuntos exteriores Stavros Lambrinidis reunido con el ministro de asuntos exteriores argentino Hector Timerman en el marco de la 66.ª Asamblea General de la ONU.

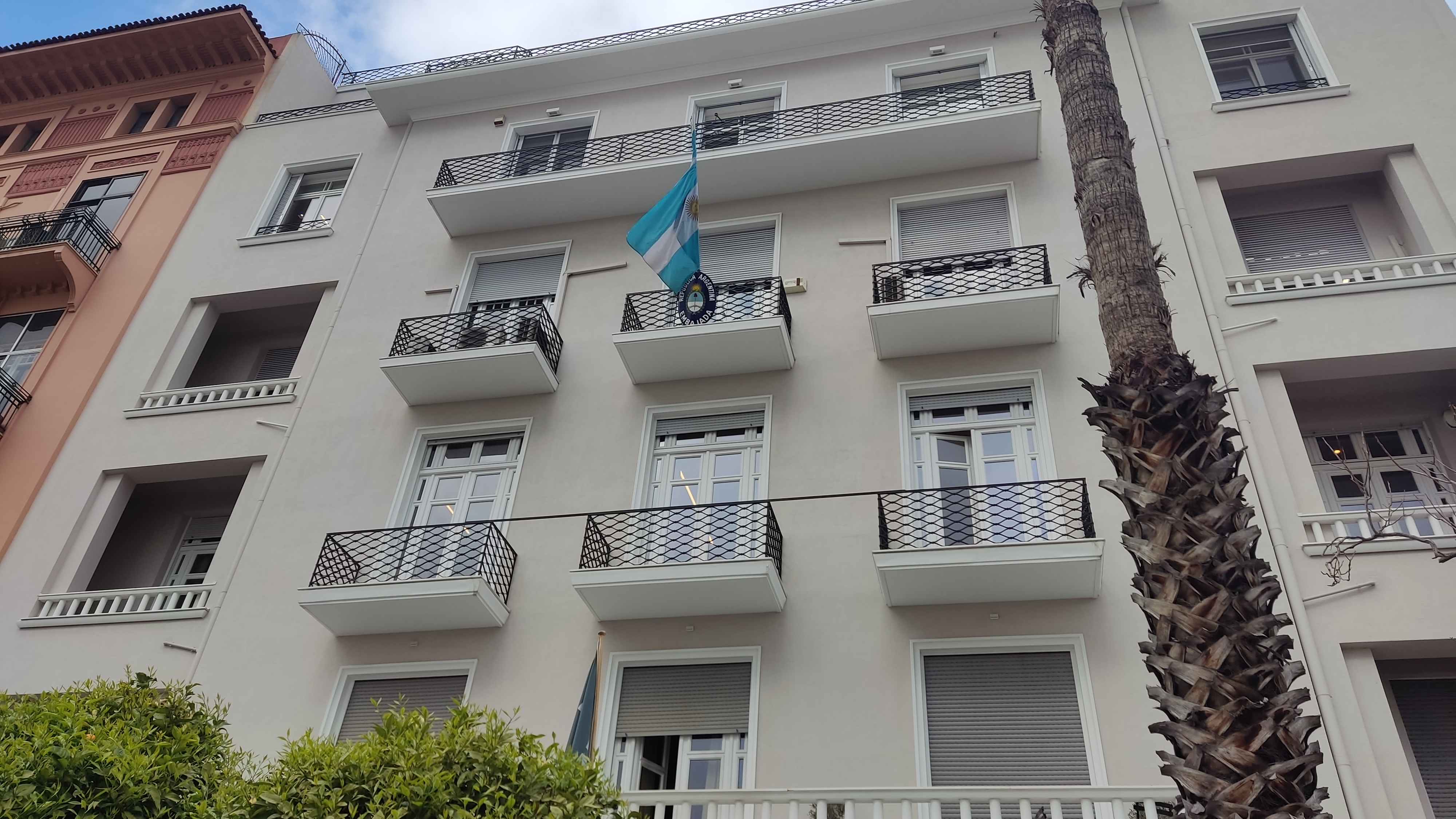
Embajada de Argentina en Atenas

El 1 de junio de 1959 los dos países firmaron un acuerdo sobre la supresión de visados para los titulares de pasaportes diplomáticos y de servicio. El 31 de enero de 1975 firmaron un acuerdo sobre la Abolición de Visados Turísticos para los Ciudadanos de los dos Países.
- Acuerdo sobre la Exención Recíproca del Impuesto sobre la Renta y de cualquier otro Impuesto sobre los Beneficios derivados de la Marina Mercante, vigente al 21 de marzo de 1950.
- Convenio Cultural, vigente desde el 14 de septiembre de 1972.
- Acuerdo de Cooperación en materia de Turismo, firmado el 17 de octubre de 1993.
- Acuerdo de Seguridad Social entre Grecia y Argentina, vigente a partir del 1 de mayo de 1988.
- Acuerdo de Cooperación sobre el Uso de la Energía Nuclear con Fines Pacíficos, firmado el 15 de julio de 1997. El acuerdo ya ha entrado en vigor tras la finalización del proceso de ratificación por la parte argentina.
- Memorando de Cooperación Política en el marco de las Organizaciones Internacionales, firmado durante la Asamblea General de las Naciones Unidas de 2003.

Memorando de Cooperación entre las Academias Diplomáticas de los dos países, firmado en Buenos Aires el 4 de febrero de 2005. En 2008, el ministro de Relaciones Exteriores griego, Yannis Valinakis y Theodoros Kassimis, visitaron la Argentina y se reunieron con representantes De la comunidad griega. El viceministro Valinakis habló sobre el importante papel desempeñado por las comunidades griegas en Argentina y firmó un acuerdo bilateral de Cooperación Económica. Por su parte, el Viceministro Kassimis se reunió con Victorio Taccetti y firmó un acuerdo bilateral de Cooperación Científica y Tecnológica. También se reunió con familiares de miembros de la comunidad griega, que desaparecieron durante la dictadura militar de la Argentina (1966-1973).

## Relaciones económicas
El volumen de comercio bilateral es bajo. Las exportaciones argentinas a Grecia se mantuvieron limitadas pero estables durante el período 2004-2008. En octubre de 2008, una representación del Consejo Federal de Inversiones de Argentina visitó Grecia con el objetivo de fortalecer la cooperación bilateral en el campo de las fuentes de energía renovables.

## Misiones diplomáticas residentes
- Argentina tiene una embajada en Atenas.[5]
- Grecia tiene una embajada en Buenos Aires.[6]